# Rosyjska Akademia Nauk
Rosyjska Akademia Nauk (ros. Российская академия наук, trb. Rossijskaja akadiemija nauk) – towarzystwo naukowe założone w 1724 roku w Petersburgu, a otwarte rok później. Jego nazwa ewoluowała:
- Akademia Nauk i Sztuk Pięknych (do końca XVIII w.);
- Cesarska Akademia Nauk (koniec XVIII w. – 1917);
- Rosyjska Akademia Nauk (1917–1925 oraz od 1991);
- Akademia Nauk ZSRR (1925–1991).

Od momentu powstania do maja 1917 była powszechnie znana jako Petersburska Akademia Nauk.
Niemal od początku Rosyjska Akademia Nauk była jednym z najważniejszych towarzystw naukowych świata. Od 1925 roku, podobnie jak Komunistyczna Partia Związku Radzieckiego, tworzyła swoje odpowiedniki „republikańskie” w formie akademii „narodowych”, m.in. Akademii Nauk Litewskiej SRR, Akademii Nauk Ukraińskiej SRR itp., ale w samej Rosyjskiej FSRR działała jako „Akademia Nauk ZSRR”. Akademia stała się kierowniczym ośrodkiem koordynującym badania naukowe w ZSRR. W 1934 jej główna siedziba została przeniesiona do Moskwy. Na przełomie lat 70. i 80. XX w. w Akademii było zatrudnionych ok. 40 tys. osób, działających w blisko 250 instytutach. W grudniu 1991 powróciła do nazwy z lat 1917–1925.

## Członkowie
Polskimi członkami Rosyjskiej Akademii Nauk byli m.in.:
- król Stanisław August Poniatowski,
- Jan Śniadecki,
- Samuel Bogumił Linde,
- Henryk Sienkiewicz,
- Aleksander Brückner,
- Maria Skłodowska-Curie,
- Janusz Groszkowski,
- Tadeusz Kotarbiński,
- Kazimierz Kuratowski,
- Czesław Olech,
- Marian Kowalski.